# Galina Tiunina
Galina Tiunina (ros. О́льга Васи́льевна Тума́йкина; ur. 13 października 1967) – rosyjska aktorka teatralna (Moskiewski Teatr "Studio P.N. Fomienko" w Moskwie) i filmowa.

## Role filmowe
Zagrała m.in. w filmach Straż Dzienna i Straż Nocna.

## Nagrody i odznaczenia
Ludowy Artysta Federacji Rosyjskiej (2021).